# Маврорахи
Маврорахи (грч. Μαυρορράχη) је насељено место у општини Лагадина у периферији Средишња Македонија, Грчка. Према попису из 2021. године било је 20 становника.
Према бугарском географу и историчару, Василу Канчову, у Маврорахима је 1900. године живело 500 Турака. Село се састојало од Џами, Кран, Караџали, Каракочани, Ђувезна, Баш и Чиликлимер Махале. После 1924. године турско становништво је принудно исељено у Турску а на њихово место су насељене грчке избеглице. На попису из 1928. године Маврорахи је имао 115 становника. Село се раније звало Отманли Махала.